# Xin'an, Shenzhen
Xin'an (kinesiska: 新安) är ett stadsdelsdistrikt i staden Shenzhen i provinsen Guangdong i sydöstra Kina. Det ligger i stadsdistriktet Bao'an. Antalet invånare vid folkräkningen 2020 var 585 317.